# William Thomson (rugbysta)
William Thomson (ur. 18 kwietnia 1876 w Glasgow, zm. 10 listopada 1939 w Auchendrane) – szkocki rugbysta grający w formacji młyna, reprezentant kraju.
W latach 1899–1900 rozegrał w ramach Home Nations Championship trzy spotkania dla szkockiej reprezentacji zdobywając z kopów sześć punktów.